# Uralophantes troitskensis
Uralophantes troitskensis là một loài nhện trong họ Linyphiidae.
Loài này thuộc chi Uralophantes. Uralophantes troitskensis được miêu tả năm 1992 bởi Esyunin.